# Win Wilfong
Alva Winfred "Win" Wilfong (Puxico, Misuri, 18 de marzo de 1933-Lincoln, Illinois, 18 de mayo de 1985) fue un jugador de baloncesto estadounidense que disputó 4 temporadas en la NBA. Medía 1,88 metros de altura, y jugaba en la posición de base. Ganó su único anillo de campeón de la NBA en su primera temporada como profesional, con los St. Louis Hawks, en 1958.

## Trayectoria deportiva

### High School y universidad
A finales de los años 40 comenzó su trayectoria deportiva, liderando su high school, los Puxico Indians. Con ellos ganó dos campeonatos estatales, llegando a liderar el país en anotación, al conseguir 941 puntos (23,5 por partido) en 1951.
En 1952 se matricula en la Universidad de Misuri, donde juega durante una temporada, promediando 11,1 puntos, antes de incorporarse al servicio militar. Durante su estancia en el ejército, fue convocado por la selección de Estados Unidos para competir en los Juegos Panamericanos de 1955, que se celebraron en Ciudad de México, en los que ganó la medalla de oro, siendo elegido como mejor jugador del torneo.
Al acabar el servicio militar, se une a los Tigers de la Universidad de Memphis State, llevando a su equipo a disputar la final del NIT en 1957, en la que perdieron ante Bradley por un solo punto, 84-83. A pesar de la derrota, Wilfong fue nombrado mejor jugador del torneo. Fue elegido en el primer equipo All-American de Converse y recibió una mención especial por parte de la UPI ese año.
En el total de su trayectoria universitaria promedió 18,1 puntos por partido. Su camiseta con el número 22 fue retirada por su universidad como homenaje, y en 2003 fue incluido en el Salón de la Fama de los Deportes de Tennessee a título póstumo.

### Profesional
Fue elegido en la cuarta posición del Draft de la NBA de 1957 por St. Louis Hawks. Allí se encontró con un equipo plagado de estrellas, entre las que destacaban Bob Pettit, Cliff Hagan, Ed Macauley o Slater Martin entre otros. Un equipo que a la postre sería campeón de la NBA, en el que Wilfong colaboró con 7,8 puntos y 4,1 rebotes por partido. Al año siguiente, en la temporada 1958-59, vio reducido su tiempo de juego casi a la mitad, actuando poco más de 10 minutos por noche, lo cual hizo que sus estadísticas empeoraran, acabando el año con 4,1 puntos y 1,9 rebotes por encuentro, en una temporada en la que los Hawks cayeron en la primera ronda de los playoffs ante Minneapolis Lakers.
Antes de comenzar la temporada 1959-60 fue traspasado a Cincinnati Royals, donde logró de nuevo minutos de juego, promediando 10,1 puntos y 4,9 rebotes, pero la llegada la temporada siguiente de Oscar Robertson al equipo le relegó de nuevo a la profundidad del banquillo, siendo el jugador menos utilizado del equipo, con apenas 11 minutos de juego por noche, en los que logró 4,6 puntos y 2,4 rebotes por partido.
Viendo que su etapa en la NBA había terminado, decidió ir a una liga menor, la ABL, fichando por los Kansas City Steers, con los que ganó el título de campeón en 1963. Tras la desaparición de la liga, optó por retirarse definitivamente del baloncesto en activo. En el total de su trayectoria en la NBA promedió 6,8 puntos, 3,4 rebotes y 2,1 asistencias por partido.

## Estadísticas de su carrera en la NBA

### Temporada regular
| Temporada | Edad | Equipo            | Liga | P   | TIT | MIN  | TC  | TCA  | %TC  | 3P | 3PA | %3P | TL  | TLA | %TL  | R.OF. | R.DEF. | REB | ASIS | ROB | TAP | PER | FP  | PTS  |
| 1957-58   | 24   | St. Louis Hawks   | NBA  | 71  |     | 19.2 | 2.8 | 7.6  | .361 |    |     |     | 2.3 | 3.4 | .685 |       |        | 4.1 | 2.3  |     |     |     | 2.8 | 7.8  |
| 1958-59   | 25   | St. Louis Hawks   | NBA  | 63  |     | 11.8 | 1.6 | 4.5  | .347 |    |     |     | 1.0 | 1.3 | .756 |       |        | 1.9 | 0.8  |     |     |     | 1.6 | 4.1  |
| 1959-60   | 26   | Cincinnati Royals | NBA  | 72  |     | 27.7 | 3.9 | 10.6 | .370 |    |     |     | 2.2 | 2.9 | .778 |       |        | 4.9 | 3.7  |     |     |     | 3.2 | 10.1 |
| 1960-61   | 27   | Cincinnati Royals | NBA  | 62  |     | 11.6 | 1.7 | 4.9  | .348 |    |     |     | 1.2 | 1.4 | .809 |       |        | 2.4 | 1.4  |     |     |     | 1.9 | 4.6  |
| Total     |      |                   | NBA  | 268 |     | 17.9 | 2.6 | 7.1  | .361 |    |     |     | 1.7 | 2.3 | .744 |       |        | 3.4 | 2.1  |     |     |     | 2.4 | 6.8  |

### Playoffs
| Temporada | Edad | Equipo          | Liga | P  | MIN | TCA | TC | 3PA | 3P | TLA | TL | R.OF. | REB | ASIS | ROB | TAP | PER | FP | PTS | %TC  | %3P | %FT  | MIN  | PTS | REB | AST |
| 1957-58   | 24   | St. Louis Hawks | NBA  | 11 | 162 | 19  | 69 |     |    | 23  | 33 |       | 41  | 25   |     |     |     | 24 | 61  | .275 |     | .697 | 14.7 | 5.5 | 3.7 | 2.3 |
| 1958-59   | 25   | St. Louis Hawks | NBA  | 5  | 46  | 7   | 19 |     |    | 5   | 6  |       | 6   | 3    |     |     |     | 7  | 19  | .368 |     | .833 | 9.2  | 3.8 | 1.2 | 0.6 |
| Total     |      |                 | NBA  | 16 | 208 | 26  | 88 |     |    | 28  | 39 |       | 47  | 28   |     |     |     | 31 | 80  | .295 |     | .718 | 13.0 | 5.0 | 2.9 | 1.8 |

## Fallecimiento
Wilfong falleció en 1985, a la edad de 52 años, víctima de un cáncer.